# Liste der Backsteinbauwerke der Gotik in Frankreich

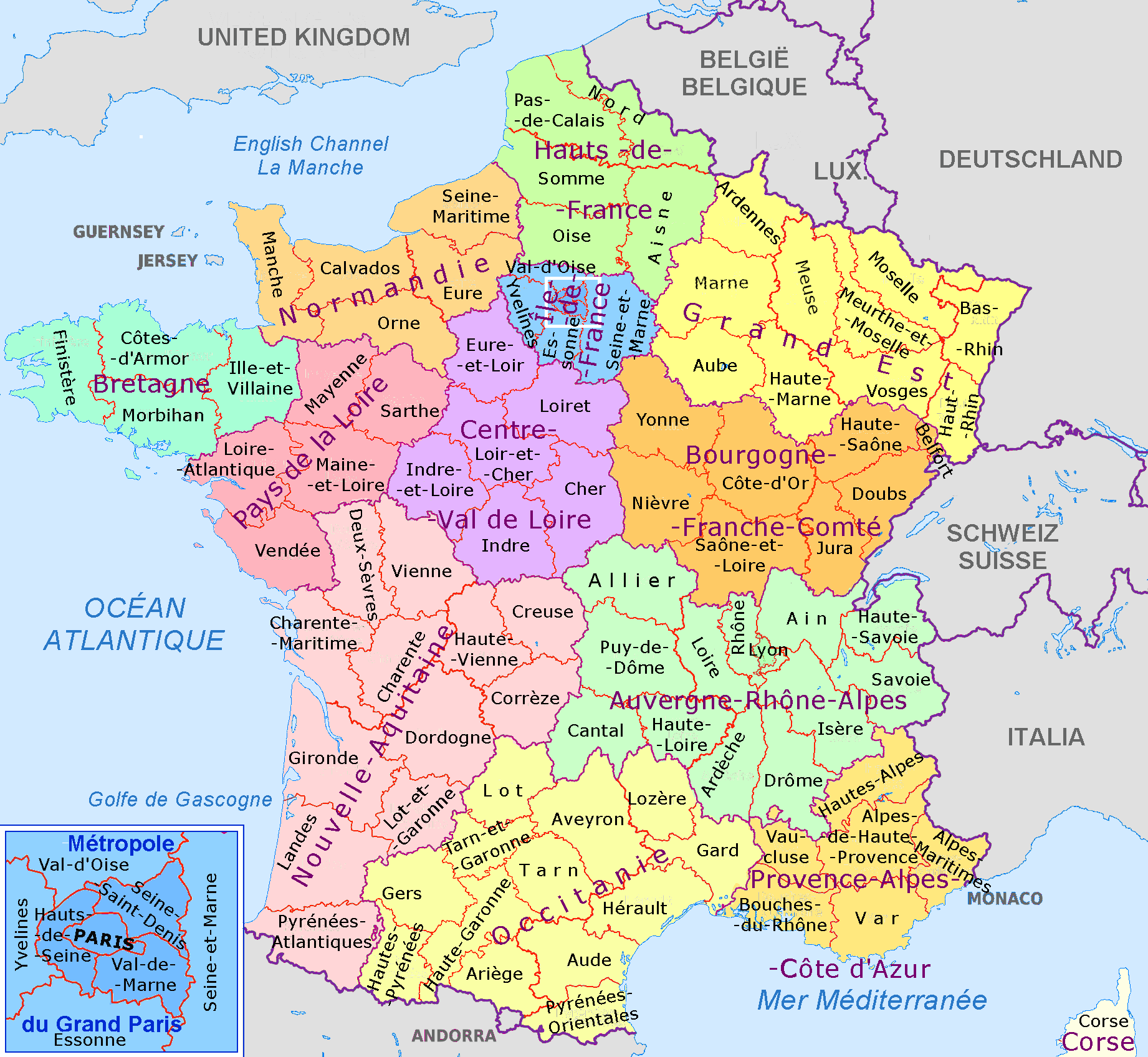
Frankreich: Regionen (so seit 2016) und Départements

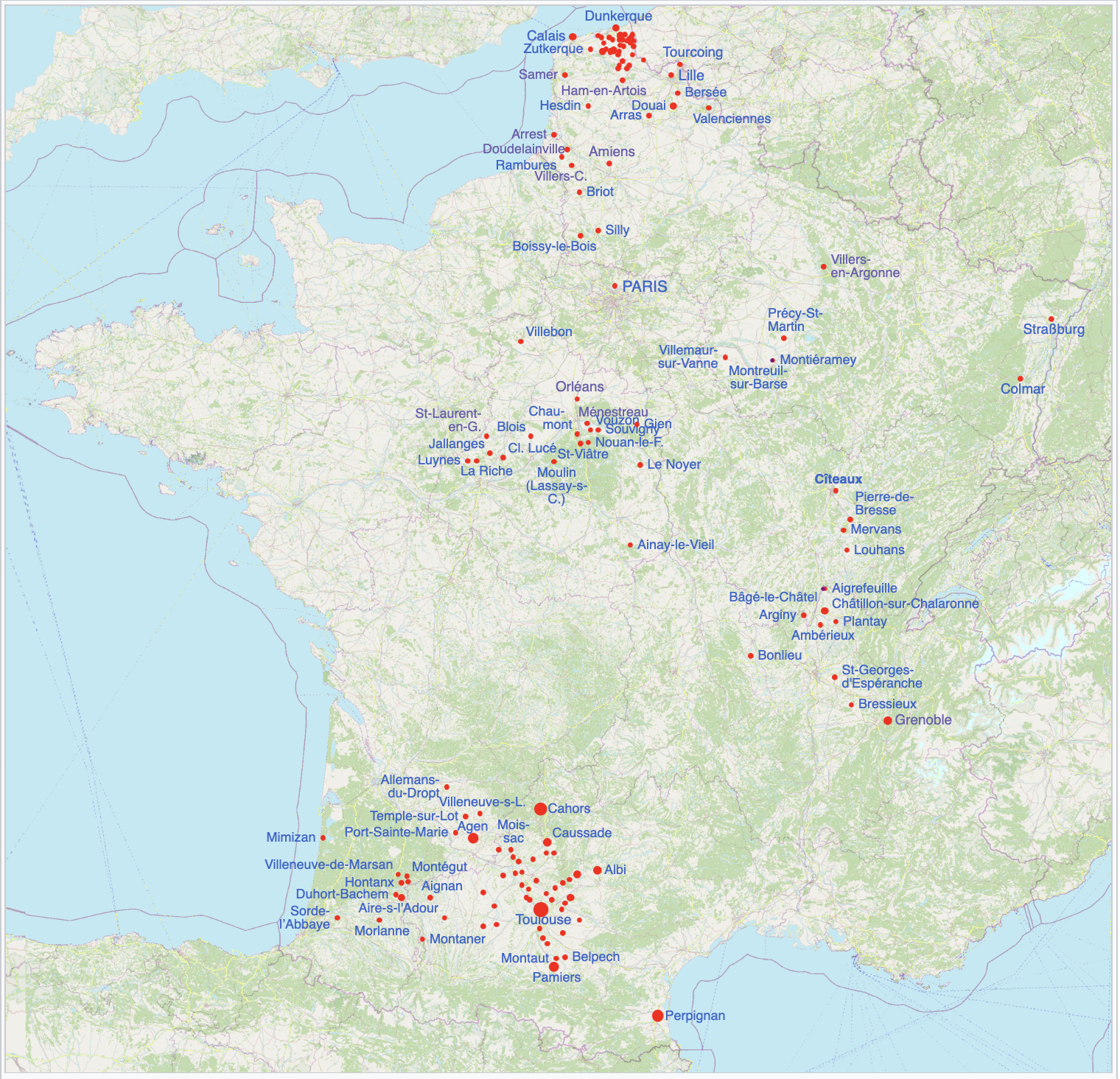
Verteilung gotischer Backsteinbauten in Frankreich,
vgl. interaktive Karte

▶ Backsteinbauwerke der Gotik – Übersicht
– Siehe auch frühmittelalterliche und romanische Backsteinbauten in Frankreich –
Die Liste der Backsteinbauwerke der Gotik in Frankreich ist Teil des Listen- und Kartenwerks Backsteinbauwerke der Gotik, in dem der gesamte europäische Bestand dieser Bauwerke möglichst vollständig aufgeführt ist. Aufgenommen sind nur Bauten, an denen der Backstein irgendwo zutage tritt oder, bei geschlämmten Oberflächen, wenigstens die Backsteinstruktur von Mauerwerk erkennbar ist.
Umfang:

Diese Liste umfasst 201 Einträge von Gebäuden und Gebäudegruppen.
Hintergrundinformation:
- PA… = patrimoine architectural… = Eintrag in der Denkmaldatenbank des französischen Kulturministeriums.
- P-Rhône-Alpes = Eintrag in der Denkmaldatenbank der (ehem.) Region Rhône-Alpes
- Bei einigen Gebäuden ist unter „(CC)“ die zugehörige Bildersammlung in Wikimedia Commons verlinkt.

Detaillierte Verteilungskarten:
- Backsteinbauwerke der Gotik/Verteilung in Frankreich
- Backsteinbauwerke der Gotik/Verteilung in den Départements Nord und Pas-de-Calais
- Backsteinbauwerke der Gotik/Verteilung in Südfrankreich

## Hauts-de-France
Anzahl der Bauwerke: 65 
Hintergrundinformationen:
- EOi = Églises de l'Oise – Art roman et gothique

### Nord
– mit Französisch-Flandern –
Anzahl der Bauwerke: 46
| Ort                    | Gebäude                                                        | Bauzeit                           | Anmerkungen | Foto |
| ---------------------- | -------------------------------------------------------------- | --------------------------------- | --- | ---- |
| Arnèke                 | Église Saint-Martin (CC)                                       | Ende 12. Jh., 2. H. 16. Jh., 1610 | |      |
| Bambecque              | Kirche St. Omer (CC)                                           | 15. Jh.                           | blasser brique de sable |      |
| Bergues                | Belfried (CC)                                                  | 14.–16. Jh.                       | 1944 zerstört, Wiederaufbau 1961 mit fast originalgetreuer Turmstube, aber ohne das vorher üppige Blendendekor des Turmschafts           |      |
| Bergues                | Kirche St-Martin (CC)                                          | wiederher- gest. Ende 16. Jh.     | Kriegszerstörungen 1558 und im Zweiten Weltkrieg                                                                                         |      |
| Bersée                 | Kirche Saint-Étienne (St. Stefan) (CC)                         | 1558, Turm 1620                   | Schiff noch gotisch, Turm Renaissance |      |
| Blaringhem             | Kirche St-Martin (CC)                                          | 13. Jh.                           | nur Turm und Teile des Schiffs aus Backstein, Pseudobasilika                                                                             |      |
| Bourbourg              | St.-Johannes-der-Täufer-Kirche (CC)                            | Backstein 16./17. Jh.             | Chor aus Haustein, Querhaus teilw. Backstein mit Lagen von Kalkstein                                                                     |      |
| Brouckerque            | Kirche Saint-Omer (CC)                                         |                                   | |      |
| Cappelle-Brouck        | Jakobuskirche (CC)                                             |                                   | grauer Backstein: Teile des Gebäudes aus Backstein, Teile aus Stein, Teile aus wechselnden Lagen                                         |      |
| Douai                  | Haus der Tempelritter (CC)                                     | gegründet 1155                    | im 19. Jh. verändert |      |
| Douai                  | Kirche Notre-Dame (CC)                                         | 12.–15. Jh.                       | Gewölbekappen und Innenseiten der Außenmauern aus Backstein; Außenhaut aus Sandstein                                                     |      |
| Dunkerque (Dünkirchen) | Belfried von Dünkirchen                                        | 1233                              | Mitte 15. Jh. aufgestockt |      |
| Dunkerque (Dünkirchen) | Kirche Saint-Eloi (CC), IA00075022                             | 1450 und 1560                     | vergrößerter Wiederaufbau nach Brand von 1558                                                                                            |      |
| Esquelbecq             | Kirche Saint-Folquin (CC)                                      | 13.–17. Jh.                       | heutige dekorative Fassadengestaltung erst 1610                                                                                          |      |
| Esquelbecq             | Schloss Esquelbecq (CC)                                        | 12. Jh.                           | Veränderungen bei Renovierung ab 1606 |      |
| Hazebrouck             | Kirche Saint-Éloi (CC)                                         | 1432, Turm 1512                   | |      |
| Hondschoote            | Kirche Saint Vaast (CC)                                        | 15. Jh., Turm 1513                | blassgelber Backstein: „Weißer Turm“, gilt als schönster Backsteinkirchturm Französisch-Flanderns; Schiff nach Brand neuzeitlich ersetzt |      |
| Houtkerque             | Antoniuskirche (CC)                                            | 1548, Turm 1556                   | |      |
| Killem                 | Kirche Saint-Michel (CC)                                       | 16. u. 17. Jh.                    | |      |
| Lille                  | Palais Rihour PA00107721                                       | gotisch 1453–1472                 | Die Stadt Rijsel (heute: Lille) wollte in Backstein bauen, Philipp III. wünschte Stein                                                   |      |
| Lederzeele             | Kirche Mariä-Himmelfahrt (Notre-Dame-de-l’Assomption) (CC)     | 16. Jh. Turm 17. Jh.              | gelber Backstein mit Lagen von weißem Kalkstein                                                                                          |      |
| Lynde                  | Kirche Saint-Vaast (CC)                                        | 15. Jh. (?)                       | dreischiffige Hallenkirche, Backstein mit Feldsteinsockel                                                                                |      |
| Millam                 | Kirche Saint-Omer (CC)                                         | 15. Jh.                           | blasser brique de sable |      |
| Morbecque              | Kirche Saint-Firmin (CC)                                       | 11. u. 13. Jh.                    | |      |
| Noordpeene             | Dorfkirche (CC)                                                | 15./16. Jh.                       | Gotischer Turm aus gelbem Backstein, Rest neugotisch aus rotem Backstein                                                                 |      |
| Oost-Cappel            | St.-Nikolaus-Kirche (CC)                                       | 17. Jh.                           | zweischiffige Hallenkirche mit parallelen Längsdächern, nur nördliches Schiff aus Backstein                                              |      |
| Pitgam                 | Kirche Saint-Folquin (CC)                                      | 12. Jh., 1453, 1. H. 17. Jh.      | bis Unterkante der Fenster aus Haustein, darüber blasser Backstein, teilw. mit Bändern aus Kalkstein                                     |      |
| Quaëdypre              | Kirche Saint-Omer (CC)                                         | 11., 16., 17. Jh.                 | dreischiffige Hallenkirche mit parallelen Längsdächern                                                                                   |      |
| Rexpoëde               | Kirche Saint-Omer (CC)                                         |                                   | nur teilweise mittelalterlich; Turm mit Spitze neugotisch                                                                                |      |
| Rubrouck               | Kirche Saint-Sylvestre (CC) PA00107792                         | 1532                              | brique de sable |      |
| Rubrouck               | D’Oude Hofstee (d. h. „Das Alte Gehöft“)                       |                                   | überwiegend weiß geschlämmt, Gauben neugotisch                                                                                           |      |
| Saint-Georges-sur-l’Aa | St.-Georgs-Kirche (CC)                                         | Anf. 13. Jh.                      | |      |
| Saint-Jans-Cappel      | Turm St. Johannes-Baptist-Kirche (CC)                          | 1557                              | Gotik/Renaissance |      |
| Samer                  | Kirche St-Martin (CC)                                          | 15./16. Jh.                       | |      |
| Socx                   | Kirche Saint-Léger (CC)                                        | Turm 15./16. Jh.                  | |      |
| Staple                 | Kirche Saint-Omer (CC)                                         |                                   | roter Backstein und etwas Haustein |      |
| Steenvoorde            | St.-Peters-Kirche (CC)                                         | 15. Jh.                           | 1569 Behebung von Kriegsschäden |      |
| Tourcoing              | Kirche St-Christophe (CC)                                      | Altbestand 1525                   | Mauern der drei westlichen Joche beider Chorseitenschiffe der im Übrigen neugotisch ersetzten Kirche, siehe Google Streetview            |      |
| Valenciennes           | Kirche Saint-Gery (CC)                                         | 1. Drittel des 13. Jh.            | Teile des Strebwerks; urspr. Abtei der Recolletten (Franziskaner); Turm 19. Jh.                                                          |      |
| Valenciennes           | Maison du Prévôt (CC) PA00107870                               | 1585, Kern älter?                 | Gotik und Renaissance, Stein und Backstein                                                                                               |      |
| Volckerinckhove        | Kirche Saint-Folquin (CC)                                      | gotisch 16. Jh.                   | romanischer Kern 11. Jh., zweites Schiff um 1550, teilw. Bänderung Kalkstein/heller Backstein                                            |      |
| Warhem                 | Mariä-Himmelfahrts-Kirche (CC), PA59000130                     | 1. H. 16. Jh., 1. H. 17. Jh.      | |      |
| Watten                 | Abtei Notre-Dame du Mont (CC) PA00107889                       | 11.–16. Jh.                       | Ruine |      |
| Watten                 | Kirche Saint-Gilles (St. Ägidius) (CC), PA00107887             | 15. Jh.                           | |      |
| West-Cappel            | Kirche Saint-Sylvestre (CC) PA00107893 PA00107891 ohne Bauzeit | 15./16. Jh.                       | |      |
| Wormhout               | St.-Martin-Kirche (CC) PA00107893                              | 1547–1689 wiederhergestellt       | blasser brique de sable |      |

### Pas-de-Calais
Anzahl der Bauwerke: 6
| Ort           | Gebäude                                                | Bauzeit            | Anmerkungen                                                            | Foto |
| ------------- | ------------------------------------------------------ | ------------------ | ---------------------------------------------------------------------- | ---- |
| Arras         | Haus der Drei Leoparden (CC)                           | 1467               |                                                                        |      |
| Calais        | Kirche Notre-Dame (CC)                                 | 13.–16. Jh.        | teilw. aus Backstein; weitere Vergrößerung im 17. Jh.                  |      |
| Calais        | La Tour du Guet (d. h. „Der Wachturm“) (CC) PA00108248 | 13. Jh.            | errichtet zur Beobachtung des Schiffsverkehrs auf der Straße von Dover |      |
| Ham-en-Artois | Erlöserkirche (Saint-Sauveur) (CC) PA00108301          | 1343 (12.–17. Jh.) | teilw. aus Backstein                                                   |      |
| Hesdin        | Kirche Notre-Dame (CC)                                 | vor 1554           | Renaissanceportal von 1585                                             |      |
| Zutkerque     | St.-Martin-Kirche (CC)                                 | Turm 1555          | blasser Backstein; Schiff im 19. Jh. ersetzt                           |      |

### Somme
Anzahl der Bauwerke: 5
| Ort              | Gebäude                                              | Bauzeit          | Anmerkungen                                 | Foto |
| ---------------- | ---------------------------------------------------- | ---------------- | ------------------------------------------- | ---- |
| Amiens           | Logis du Roi (CC) (Unterkunft des Königs) PA00116069 | ca. 1520         | Flamboyant-Gotik mit Backstein              |      |
| Arrest           | Kirche St-Martin (CC)                                | Chor 15./16. Jh. | Langhaus 12. Jh. Naturstein, Chor Backstein |      |
| Doudelainville   | Kirche N.-D.- de-l'Assomption (CC) PA00116136        | 14. Jh.          |                                             |      |
| Rambures         | Château de Rambures PA00116225                       | 15. Jh.          | Veränderungen im 18. u. 19. Jh.             |      |
| Villers-Campsart | Kirche Nativité-de- la-Sainte-Vierge (CC) PA00116264 | 16. Jh.          |                                             |      |

### Oise
Anzahl der Bauwerke: 8
| Ort                    | Gebäude                                   | Bauzeit                                                             | Anmerkungen                                                               | Foto |
| ---------------------- | ----------------------------------------- | ------------------------------------------------------------------- | ------------------------------------------------------------------------- | ---- |
| Boissy-le-Bois         | Kirche Notre-Dame de la Nativité (CC) EOi | Backstein 15. Jh.                                                   | zweijochiger Kapellenanbau aus Backstein und Werkstein                    |      |
| Briot                  | Kirche Saint-Matthieu (CC) EOi            | Ende 16. Jh.                                                        | gesamte Kirche aus einer Bauphase                                         |      |
| Broyes                 | Kirche St-Nicolas (CC) EOi                | obere Turmgeschosse 16. Jh. aus Backstein, übrige Kirche Naturstein | obere Turmgeschosse 16. Jh. aus Backstein, übrige Kirche Naturstein       |      |
| Le Coudray- sur-Thelle | Kirche St-Mathurin (CC) EOi               |                                                                     | Chor ganz aus Backstein, westliche Joche Ergänzungen aus Backstein        |      |
| Flavacourt             | Kirche St-Clair (CC) EOi                  | 16. Jh.                                                             | Turm überw. Backstein, übrige Kirche ganz überw. Naturstein, seit 13. Jh. |      |
| Hannaches              | Schloss Hannaches (CC) PA00114710         | 2. H. 15. Jh. 1. H. 16. Jh.                                         |                                                                           |      |
| Haute-Épine            | Kirche St-Mathurin (CC) EOi               | 16. Jh.                                                             |                                                                           |      |
| Silly-Tillard          | Kirche St-Martin (CC) PA00114913          | Backstein Anf.16. Jh.                                               | Turm und Verlängerung des Schiffs einer Kirche aus dem 13. Jh.            |      |

## Île-de-France
| Département | Ort   | Gebäude                                                                           | Bauzeit  | Anmerkungen                     | Foto |
| ----------- | ----- | --------------------------------------------------------------------------------- | -------- | ------------------------------- | ---- |
| Paris       | Paris | Maison de (Haus von) Jacques Cœur (CC), 38-42 rue des Archives, 4. Arrondissement | ca. 1440 | ältester Backsteinbau von Paris |      |

## Centre-Val de Loire
Anzahl der Bauwerke: 18
In der Region westlich und südlich von Orléans an der Loire gibt es eine kleine Gruppe gotischer Backsteinbauten. Einer gehört zu den bekanntesten Schlössern Frankreichs, aber nicht wegen seines Backsteins.

### Cher
| Ort            | Gebäude                | Bauzeit   | Anmerkungen                                                                              | Foto |
| -------------- | ---------------------- | --------- | ---------------------------------------------------------------------------------------- | ---- |
| Ainay-le-Vieil | Schloss Ainay-le-Vieil | 1467–1510 | im 19. Jh. stark verändert, v. a. Hofseite Backstein + Werkstein                         |      |
| Le Noyer       | Schloss Boucard        | 14. Jh.   | große Teile in der Renaissance verändert; Torbau mit gotischen Ecktürmchen aus Backstein |      |

### Eure-et-Loir
| Ort      | Gebäude               | Bauzeit | Anmerkungen | Foto |
| -------- | --------------------- | ------- | ----------- | ---- |
| Villebon | Schloss Villebon (CC) | 14. Jh. |             |      |

### Indre-et-Loire
Anzahl der Bauwerke: 5
| Ort                    | Gebäude                              | Bauzeit                | Anmerkungen | Foto |
| ---------------------- | ------------------------------------ | ---------------------- | --- | ---- |
| Amboise                | Schloss Clos Lucé (CC)               | Backstein 15. Jh.      | 500 m von Schloss Amboise, letzter Wohnsitz Leonardo da Vincis; historistische Veränderungen                                                                                              |      |
| Luynes                 | Schloss Luynes                       | Backstein wohl 15. Jh. | spätere Veränderungen |      |
| La Riche               | Schloss Plessis-lès-Tours PA00097942 | 15.–16. Jh.            | Flamboyant-Gotik mit Backstein, im 19. und 20. Jh. stark restauriert |      |
| Vernou-sur-Brenne      | Schloss Jallanges PA00098281         | Backstein 1502–1517    | Flamboyant-Gotik mit Backstein |      |
| St-Laurent- en-Gâtines | Kirche St-Laurent (CC) PA00098080    | 15. Jh.                | als quadratisches Wohngebäude mit westlichem Treppenturm errichtet, im 19. Jh. zur Kirche umgebaut, Einteilung in drei zweijochige Schiffe, im Osten Anfügung eines Chors mit 5/8-Schluss |      |

### Loir-et-Cher
Anzahl der Bauwerke: 7
| Ort                   | Gebäude                             | Bauzeit        | Anmerkungen                                                                                  | Foto |
| --------------------- | ----------------------------------- | -------------- | -------------------------------------------------------------------------------------------- | ---- |
| Blois                 | Schloss Blois                       | 1440–1501      | die Flügel Karls VIII. und Ludwigs XII, Flamboyantstil und beginn des Brique-et-Pierre-Stils |      |
| Chaumont-sur-Tharonne | Kirche St-Étienne (St. Stefan) (CC) | 15. Jh.        |                                                                                              |      |
| Lassay-sur-Croisne    | Château du Moulin                   | 15. Jh.        |                                                                                              |      |
| Nouan-le-Fuzelier     | Kirche Saint-Martin (CC)            | Turm 16. Jh.   | Schiff 13. Jh. aus Stein                                                                     |      |
| Saint-Viâtre          | Kirche Saint-Viâtre (CC)            | frühes 16. Jh. | südl. Fassade des Querhauses                                                                 |      |
| Souvigny-en-Sologne   | Kirche Saint-Martin (CC)            | 16. Jh.        | Westteil des Schiffs                                                                         |      |
| Vouzon                | Kirche Saint-Pierre (CC)            | 15.–16. Jh.    | Turm: Stein und Mosaik aus Backstein                                                         |      |

### Loiret
Anzahl der Bauwerke: 3
| Ort                     | Gebäude                                      | Bauzeit                 | Anmerkungen                                                             | Foto |
| ----------------------- | -------------------------------------------- | ----------------------- | ----------------------------------------------------------------------- | ---- |
| Gien                    | Schloss Gien                                 | 1494–1500               | Gotik und Renaissance                                                   |      |
| Ménestreau- en-Villette | Kirche Notre-Dame (CC) PA45000043            | Backstein- turm 15. Jh. | Chor u. Schiff 13. Jh. aus Stein, Südseitenschiff aus Backstein 19. Jh. |      |
| Orléans                 | Kirche St-Pierre- du-Martroi (CC) PA00098846 | Anf. 16. Jh.            | Schäden in den Religionskriegen, Gewölbe im 17. Jh. erneuert            |      |

## Nouvelle-Aquitaine
Anzahl der Bauwerke: 19

### Landes
Anzahl der Bauwerke: 8
| Ort                  | Gebäude                                               | Bauzeit                      | Anmerkungen                                                                                                  | Foto |
| -------------------- | ----------------------------------------------------- | ---------------------------- | --- | ---- |
| Aire-sur-l'Adour     | Kathedrale PA00083917                                 | 14. u. 16. Jh.               | Westfassade mit Backsteinbändern                                                                             |      |
| Aire-sur-l'Adour     | Eglise Sainte-Quitterie du Mas d’Aire (CC) PA00083918 | 11.– 12.–14. –18. Jh.        | romanisch und gotisch, innen barock, obere Teile in Backstein; Turmobergeschosse entspr. Gothique Toulousain |      |
| Duhort-Bachen        | Château du Lau (CC)                                   | 15. Jh.                      | Anbauten 19. Jh.                                                                                             |      |
| Hontanx              | La Bastide (CC) PA00083956                            | 1331                         | seit 1860 auch als Kirchturm genutzt                                                                         |      |
| Mimizan              | Glockenturm der Priorei Mimizan (CC) PA00083973       | 12.– 1. V. 13. Jh.           | wohl mindestens zeitweise verputzt                                                                           |      |
| Montégut             | Eglise Saint-Laurent (CC) PA40000037                  | 15. Jh.                      | einige Außenwandbereiche in Backstein                                                                        |      |
| Sorde-l’Abbaye       | Abtei Saint-Jean de Sorde IA40000297                  | 11. Jh. ff., Gewölbe 14. Jh. | Bänderung im unteren Teil der Fassade und Gewölberippen aus Backstein                                        |      |
| Villeneuve-de-Marsan | Kirche Saint-Hippolyte (CC)                           | 14. Jh.                      | spätere Veränderungen                                                                                        |      |

### Lot-et-Garonne
Anzahl der Bauwerke: 9
| Ort                 | Gebäude                                      | Bauzeit                   | Anmerkungen                                                                          | Foto |
| ------------------- | -------------------------------------------- | ------------------------- | ------------------------------------------------------------------------------------ | ---- |
| Agen                | Kirche St-Hilaire (CC) PA00084041            | um 1348                   | neugotische Westfassade 19. Jh.                                                      |      |
| Agen                | Jakobinerkirche Notre-Dame (CC) PA00084039   | 14. Jh.                   | symmetrisch zweischiffig (wie die in Toulouse)                                       |      |
| Agen                | Stadtkapelle Notre-Dame (CC) PA00084036      | 12. H. 13. Jh.            |                                                                                      |      |
| Agen                | Hôtel Monluc (CC) PA00084045                 | 13./14. H., 16. Jh.       |                                                                                      |      |
| Agen                | Tour du Chapelet (CC) PA00084056             | Backstein ab 14. Jh.      | begonnen im 11. Jh. als Wehrturm                                                     |      |
| Allemans-du-Dropt   | Kirche St-Eutrope (CC) PA00084063            | gotisch 15. Jh.           | Ausgangsbau aus Naturstein 11. Jh.; spätere Änderungen 18. und 19. Jh.               |      |
| Port-Sainte-Marie   | Kirche St-Vincent- du-Temple (CC) PA00084208 | vor 1274                  | östliche drei Joche aus Backstein, nachfolgende Westteile ganz überwiegend Werkstein |      |
| Le Temple- sur-Lot  | Commanderie der Templer (CC) PA00084256      | 13. Jh., 15. Jh., 16. Jh. | Nach dem Verbot der Tempelritter vom Malteserorden übernommen                        |      |
| Villeneuve- sur-Lot | Kirche St-Étienne (CC) PA00084270            | Ende 15. Jh.              | verputzter Glockengiebel 18. Jh.                                                     |      |

### Pyrénées-Atlantiques
Anzahl der Bauwerke: 2
| Ort      | Gebäude                  | Bauzeit | Anmerkungen         | Foto |
| -------- | ------------------------ | ------- | ------------------- | ---- |
| Montaner | Burg Montaner            | 14. Jh. | Grenzburg des Béarn |      |
| Morlanne | Château de Morlanne (CC) | 14. Jh. |                     |      |

## Okzitanien
– mit der Backsteinregion um Toulouse –
Anzahl der Bauwerke: 74

### Gers
Das Département Gers hat eine bedeutende Anzahl von Hausteinbauten der südfranzösischen Gotik (Gothique méridional) so die Kathedralen von Condom und Lectoure. Seine Backsteinbauten befinden sich im Südwesten, nicht weit von Toulouse.
Anzahl der Bauwerke: 7
| Ort                                   | Gebäude                                            | Bauzeit         | Anmerkungen                                       | Foto |
| ------------------------------------- | -------------------------------------------------- | --------------- | ------------------------------------------------- | ---- |
| Aignan                                | Kirche Saint-Jacques de Fromentas (CC) PA00094697  | 15. Jh.         | Obergaden und Teile der Westfassade aus Backstein |      |
| Gimont                                | Kirche ND-de-l’Assomption (Mariä-Himmelfahrt) (CC) | 14./15. Jh.     |                                                   |      |
| Lombez                                | Kathedrale Sainte-Marie (CC) PA00094844            | 14./15. Jh.     |                                                   |      |
| Puycasquier                           | Dorfkirche (CC) PA00094896                         | 14. Jh.         | spätere Veränderungen                             |      |
| Saint-Christaud                       | Kirche Saint-Christophe (CC) PA00094911            | 12. u. 14. Jh.  | romanische und gotische Teile in Backstein        |      |
| Simorre, Cant. Val de Save, Arr. Auch | Kirche Notre-Dame (CC) PA00094932                  | 1309            |                                                   |      |
| Toujouse                              | Kirche Notre-Dame-de-l’Assomption (CC), PA00094953 | gotisch 14. Jh. | Veränderungen im 16. Jh.                          |      |

### Haute-Garonne
Anzahl der Bauwerke: 22
| Ort                                           | Gebäude                                                 | Bauzeit                 | Anmerkungen                                                                                   | Foto                                                |
| --------------------------------------------- | ------------------------------------------------------- | ----------------------- | --------------------------------------------------------------------------------------------- | --------------------------------------------------- |
| Toulouse                                      | Kathedrale Saint-Étienne (CC)                           | Gotik ab 1272           |                                                                                               |                                                     |
| Toulouse                                      | Couvent des Cordeliers (d. h. Franziskanerkloster) (CC) | 13.–15. Jh.             | heute Ruine                                                                                   |                                                     |
| Toulouse                                      | Jakobinerkonvent (CC)                                   | 13.–14. Jh.             | \| eine der höchsten Hallenkirchen, zweischiffig \|                                           | \| eine der höchsten Hallenkirchen, zweischiffig \| |
| Toulouse                                      | Kirche Saint-Nicolas (CC)                               | gotisch um 1300         |                                                                                               |                                                     |
| Toulouse                                      | Notre-Dame du Taur (CC) PA00094521                      | 14. Jh.                 |                                                                                               |                                                     |
| Toulouse                                      | Notre-Dame de la Dalbade (CC) PA00094518                | 1503, 1535              |                                                                                               |                                                     |
| Toulouse                                      | Turm der Basilika Saint-Sernin                          | 13. Jh.                 | obere Geschosse in gotischem Stil aufgesetzt; übrige Kirche romanisch                         |                                                     |
| Toulouse                                      | Hôtel Vinhas Rue des Temponières 7 ♁                    |                         |                                                                                               |                                                     |
| Toulouse                                      | Rue Croix-Baragnon 15 (CC) PA00094618                   | 14. u. 17. Jh.          | entgegen der gängigen Bezeichnung „Maison romano-gothique“ nicht in romanischer Zeit begonnen |                                                     |
| Toulouse                                      | Hôtel d'Olmières (CC) PA00094561                        | frühes 16. Jh.          | Gotik und Renaissance                                                                         |                                                     |
| Aussonne                                      | ND-du-Rosaire (CC) PA00094270 IA31011211                | ab 1519                 | Veränderungen im 19. Jh.                                                                      |                                                     |
| Auterive                                      | Kirche Saint-Paul (CC)                                  | 13., 14., 16. … 18. Jh. |                                                                                               |                                                     |
| Bazus                                         | St-Pierre (CC) PA00094286                               | 15. Jh. u. 18. Jh.      | Gotik und Klassizismus                                                                        |                                                     |
| Bourg-Saint-Bernard                           | St Bernard (CC) PA00094295                              | 15./16. Jh.             |                                                                                               |                                                     |
| Buzet-sur-Tarn                                | St-Martin (CC) PA00094299                               |                         | Kirche gotisch, Turm Renaissance                                                              |                                                     |
| Cintegabelle                                  | ND-de-la-Nativité PA00094315                            | 15. Jh.                 |                                                                                               |                                                     |
| Daux                                          | Kirche Saint-Barthélémy (CC)                            | 14. Jh.                 |                                                                                               |                                                     |
| Fonton                                        | ND-de-l'Assomption (CC) PA00094335                      | 16. Jh.                 | Turm teilw. 17. Jh.                                                                           |                                                     |
| Gragnague                                     | St-Vincent (CC)                                         | 14. Jh.                 |                                                                                               |                                                     |
| Grenade                                       | Kirche ND de l’Assomption (Mariä-Himmelfahrt) (CC)      | 14. Jh.                 |                                                                                               |                                                     |
| Venerque                                      | St-Pierre-et- St-Phébade (CC) PA00094653                | Backstein ab 13. Jh.    | Steinbau ab 11. Jh., romanisch und gotisch; innen Werkstein                                   |                                                     |
| Villefranche-de-Lauragais                     | Kirche ND de l’Assomption (Mariä-Himmelfahrt) (CC)      | 1262                    |                                                                                               |                                                     |
| eine der höchsten Hallenkirchen, zweischiffig |                                                         |                         |                                                                                               |                                                     |

### Lot
Anzahl der Bauwerke: 8
| Ort    | Gebäude                                                               | Bauzeit                  | Anmerkungen | Foto |
| ------ | --------------------------------------------------------------------- | ------------------------ | --- | ---- |
| Cahors | Augustinerkirche (CC) IA46000108                                      | 1. H. u. 3. V. 17. Jh.   | Portal, Fenster (beide spitzbogig) und Türmchen aus backstein                                                                           |      |
| Cahors | Kirche Saint-Barthélémy (CC) PA00054000                               | 14. Jh.                  | Turm oberhalb des Kirchendachs überwiegend aus Backstein, übrige Kirche überwiegend Haustein, einige Teile erst Mitte 15. Jh. vollendet |      |
| Cahors | Sacré-Cœur (CC) IA460001                                              | 14. Jh. u. 2. H. 19. Jh. | neue Kirche ab 1851 in den Ruinen der ehem. Dominikanerkirche, gotische Backsteinarkaden                                                |      |
| Cahors | Saint-Urcisse (CC) PA00095001                                         | Backstein 15. Jh.        | Kern romanisch, verschiedene Erweiterungen in Backstein, teilweise verputzt                                                             |      |
| Cahors | Ancien cuvier du Chapître (Altes Kapitelsgebäude) (CC) PA00095004     | 13./14. Jh.              | |      |
| Cahors | Bürger- und Patrizierhäuser                                           | 15. Jh. u. älter         | - Maison du bourreau (CC) IA46000040 - Hôtel d’Issala (CC) PA00095013 - Haus Quéval (CC) (Cahors) PA00095014 - Hôtel de Roaldès (CC)    |      |
| Cahors | Barbecane (Fort der Stadtbefestigung) (CC) PA00095029                 | wohl 15. Jh.             | Obergeschosse der beiden Wehrtürme |      |
| Luzech | Chapelle (Kapelle) des Pénitents bleus (Blauen Büßer) (CC) PA00135464 | 13. Jh.                  | Rest eines mittelalterlichen Hospitals                                                                                                  |      |

### Tarn
Anzahl der Bauwerke: 11
| Ort            | Gebäude                                           | Bauzeit                                                                     | Anmerkungen                                                                 | Foto |
| -------------- | ------------------------------------------------- | --------------------------------------------------------------------------- | --------------------------------------------------------------------------- | ---- |
| Albi           | Kathedrale Saint-Cecile (CC)                      | 1282–1383 (–1492)                                                           |                                                                             |      |
| Albi           | Palais de la Berbie (CC)                          | 15.–17. Jh.                                                                 | in der Cité Épiscopale (Bischofsstadt/-Viertel)                             |      |
| Albi           | Kirche Saint-Salvy (CC) PA00095457                | zunächst romanischer Hausteinbau, gotische Erweiterung in Backstein 15. Jh. | zunächst romanischer Hausteinbau, gotische Erweiterung in Backstein 15. Jh. |      |
| Belcastel      | Kirche Saint-Étienne (CC) PA00095488              | gotisch 1524                                                                | lange unvollendet und zweckentfremdet, erst im 19. Jh. vollendet            |      |
| Gaillac        | Abtei Saint-Michel (CC)                           | gotisch ab 1273                                                             |                                                                             |      |
| Gaillac        | Église Saint-Pierre (CC)                          | 1308–1376 u. 15. Jh.                                                        |                                                                             |      |
| Lavaur         | Kathedrale Saint-Alain (CC) PA00095584            | spätgotisch 1469–1497                                                       |                                                                             |      |
| Lavaur         | Kirche Saint-Francois (CC) PA00095585             | 14. Jh.                                                                     |                                                                             |      |
| Lisle-sur-Tarn | Kirche Notre-Dame de la Jonquière (CC) PA00095592 | 13. u. 14. Jh.                                                              |                                                                             |      |
| Montgey        | ehem. Kirche Saint-Barthélemy (CC) PA00095609     | 15. Jh.                                                                     | Schiff im 16. Jh. wiederhergestellt                                         |      |
| Rabastens      | Kirche Notre-Dame-du-Bourg PA00095621 (CC)        | 14. Jh.                                                                     |                                                                             |      |

### Tarn-et-Garonne
Anzahl der Bauwerke: 14
| Ort                 | Gebäude                                                           | Bauzeit                         | Anmerkungen | Foto |
| ------------------- | ----------------------------------------------------------------- | ------------------------------- | --- | ---- |
| Aucamville          | Eglise Saint-Martin (CC) PA00095677                               | Backstein- portal 13. Jh.       | übrige Kirche 1527 und später |      |
| Beaumont-de-Lomagne | Kirche ND de l’Assomption (Mariä-Himmelfahrt) (CC)                | 14. Jh.                         | |      |
| Castelsarrasin      | Kirche Saint-Sauveur (CC) PA82000006                              | 13. u. 15. Jh.                  | Veränderungen im 19. Jh. |      |
| Caussade            | Kirche N.-D. de l’Assomption (CC) PA00095728                      | Turm 15. Jh.                    | übrige Kirche aus dem 14. Jh. im 19. Jh. ersetzt |      |
| Caussade            | Maison de la Taverne (CC) PA00095729                              | 13. Jh.                         | |      |
| Caussade            | Tour d’Arlet (CC) PA00095731                                      | um 1270                         | |      |
| Finhan              | Kirche Saint-Martin (CC)                                          | ab etwa 1240                    | im Religionskrieg 1573 abgebrannt, Wiederherstellung 1606–1622 |      |
| Moissac             | Abtei Moissac PA00095788, IA00040048                              | 11.–15. Jh.                     | gotische Teile des Kirchenschiffs aus Backstein, gotischer Kreuzgang aus Backstein mit Säulen und Kapitellen aus Stein, Chor der Kirche 1520 im Renaissancestil erneuert, Benediktinerabtei, 1048–1466 eng mit Cluny verbunden |      |
| Montauban           | Église Saint-Jacques (CC)                                         | 13. u. 17. Jh.                  | nach Kriegsschäden von 1561 und 1621 ab 1229 leicht verändert wiederhergestellt |      |
| Montricoux          | Kirche Saint-Pierre (CC) PA00095845                               | Turmober- geschosse 15./16. Jh. | übrige Kirche 12./13. Jh. |      |
| Nègrepelisse        | Kirche Saint-Pierre-ès-Liens (St. Peter in Banden)(CC) PA82000008 | Turm 15. Jh.                    | Portal ebenfalls 15. Jh., nach Kriegszerstörungen übrige Kirche 1645 ff. |      |
| Pommevic            | Kirche Saint-Denis (CC) PA00095852                                | Glocken- turm Anf. 14. Jh.      | Vergrößerung einer erstmals 1052 geweihten, aber überwiegend im 12. u. 13. Jh. aus Haustein errichteten Kirche |      |
| Saint-Porquier      | Kirche Saint-Clair (CC) PA00095886                                | 16. Jh.                         | Turm bis 1615; außer Gewänden und Turm verputzt |      |
| Saint-Sardos        | Kirche Saint-Michel (CC) PA00095887                               | 14. Jh.                         | |      |

### Ariège
Anzahl der Bauwerke: 5
| Ort     | Gebäude                                                  | Bauzeit                     | Anmerkungen | Foto |
| ------- | -------------------------------------------------------- | --------------------------- | --- | ---- |
| Montaut | Kirche Saint-Michel (CC)                                 | 15. Jh., Turm evtl. 12. Jh. | äußerlich fast ganz aus Backstein, typischer Gothhique méridional, achteckiger Turm                                            |      |
| Pamiers | Kathedrale Saint-Antonin (CC)                            |                             | nach Schäden im Religionskrieg erst 1689 ganz wiederhergestellt                                                                |      |
| Pamiers | Kirche Notre-Dame-du-Camp (CC)                           | 1343, 1466                  | errichtet auf dem Grund eines romanischen Vorgängerbaus (Portal aus dem 12. Jh.), spätere Wiederherstellungen 1672, 1769, 1773 |      |
| Pamiers | Tour des Cordeliers (Franziskanerturm) (CC)              | 15./16. Jh.                 | |      |
| Pamiers | Tour de l’hôtel des Monnaies (d. h. Turm der Münze) (CC) | 15./16. Jh.                 | |      |

### Pyrénées-Orientales
Landschaft Roussillon, Frankreichs Anteil an Katalonien
Anzahl der Bauwerke: 6
| Ort       | Gebäude                                                      | Bauzeit           | Anmerkungen | Foto |
| --------- | ------------------------------------------------------------ | ----------------- | --- | ---- |
| Perpignan | Castillet/Castellet (CC)                                     | 1368              | |      |
| Perpignan | Kathedrale von Perpignan                                     | 14.– Anf. 16. Jh. | einige Fensterfassungen und Zierbögen aus Backstein |      |
| Perpignan | Grabkapelle St-Jean (CC)                                     | 1300–1330         | am Campo Sant neben der gleichnamigen Kathedrale |      |
| Perpignan | Frères Prêcheurs (Dominikanerkloster) (CC) PA00104070        | 14. Jh.           | Kreuzgang und Teile der Kirche (v. a. innen) aus Sichtbackstein |      |
| Perpignan | Notre-Dame la Réal (königliche Liebfrauenk.) (CC) PA00104074 | 15. Jh.           | Bänderung und einige Fensterfassungen aus Backstein |      |
| Perpignan | Église des Carmes (Karmelitenkirche) PA00104073              | 14. Jh.           | einige Fensterbögen und tragende Bögen aus Backstein, original verputzte Wandflächen an vielen Stellen Mischmauerwerk mit Backsteineinschüssen, seit dem 2. WK Ruine |      |

### Aude
| Ort     | Gebäude                       | Bauzeit      | Anmerkungen                                                                                        | Foto |
| ------- | ----------------------------- | ------------ | -------------------------------------------------------------------------------------------------- | ---- |
| Belpech | Kirche St-Saturnin PA00102562 | gotisch 1321 | romanisches Werksteinportal des Vorgängerbaus von 1162; Backstein teilw. sichtbar, teilw. verputzt |      |

(*) „Mariä-Himmelfahrt-Kirche“ = Église Notre-Dame-de-l’Assomption

## Auvergne-Rhône-Alpes
Anzahl der Bauwerke: 13

### Ain
– historisch Teil des Burgund –
Anzahl der Bauwerke: 6
| Ort                      | Gebäude                                | Bauzeit           | Anmerkungen | Foto |
| ------------------------ | -------------------------------------- | ----------------- | --- | ---- |
| Bâgé-la-Ville            | Kapelle von Aigrefeuille (CC)          | um 1200           | |      |
| Bâgé-le-Châtel           | Kirche Notre-Dame(CC)                  | Backstein 16. Jh. | ältere Schlosskapelle zur dreischiffigen Hallenkirche erweitert, polygonale Apsis backsteinsichtig, sonst anscheinend großenteils verputzter Backstein |      |
| Ambérieux-en-Dombes      | Château (Schloss/Burg) (CC) PA00116290 | 15. Jh.           | |      |
| Châtillon-sur-Chalaronne | Kirche Saint-André (CC)                | 1273              | |      |
| Châtillon-sur-Chalaronne | Schloss (CC)                           | 11.–15. Jh.       | Ruine |      |
| Le Plantay               | Schlossturm „Tour du Plantay“          | 14. Jh.           | übriges Schloss 1460 zerstört |      |

### Isère
– Teil des historischen Dauphiné –
Anzahl der Bauwerke: 5
| Ort                        | Gebäude                                                | Bauzeit     | Anmerkungen                                                                          | Foto                         |
| -------------------------- | ------------------------------------------------------ | ----------- | ------------------------------------------------------------------------------------ | ---------------------------- |
| Bressieux                  | Château (Burg/Schloss) (CC)                            | 13. Jh.     | heute Ruine                                                                          |                              |
| Grenoble                   | Kathedrale Notre-Dame (CC), PA00117178                 | 13. Jh.     | spitzbogige Rippengewölbe und der in den Formen romanische Glockenturm aus Backstein |                              |
| Grenoble                   | Collégiale (Stiftskirche) Saint-André (CC), PA00117181 | 13.–15. Jh. | romanisch und gotisch, Backstein nur um den Eingang mit Marmor verblendet            |                              |
| Grenoble                   | Tour de Sassenage (CC)                                 | 13. Jh.     | Rundturm ohne wesentliche stilistische Merkmale                                      |                              |
| Saint-Georges-d’Espéranche | Hausgiebel Rue de la Serve du Pont 8                   | 13. Jh.     | stark verändert                                                                      | siehe Google Maps Streetview |

### Loire
– historisch die Grafschaft Forez –
| Ort                         | Gebäude                                          | Bauzeit     | Anmerkungen                                                          | Foto                 |
| --------------------------- | ------------------------------------------------ | ----------- | -------------------------------------------------------------------- | -------------------- |
| Sainte-Agathe-la-Bouteresse | Kirche der Abtei Bonlieu P-Rhône-Alpes IA2000642 | 12.–14. Jh. | nur teilw. Backstein, heute als landwirtschaftliches Gebäude genutzt | Google maps Luftbild |

### Rhône
| Ort       | Gebäude                          | Bauzeit                                     | Anmerkungen | Foto |
| --------- | -------------------------------- | ------------------------------------------- | ----------- | ---- |
| Charentay | Château d'Arginy (CC) PA00117732 | 4. V. 12. Jh., 4. V. 15. Jh., 1. V. 16. Jh. |             |      |

## Bourgogne-Franche-Comté
Die heutige Region ist nicht ganz deckungsgleich mit den mittelalterlichen Herzogtum Burgund und Reichsburgund (Franche-Comté).
Im Mittelalter regierten die Herzöge von Burgund westlich der Saône als Vasallen Frankreichs und östlich des Flusses die Freigrafschaft Burgund als Vasallen des Heiligen Römischen Reiches.
Anzahl der Bauwerke: 4

### Côte-d’Or
| Ort           | Gebäude    | Bauzeit   | Anmerkungen                                                                                               | Foto |
| ------------- | ---------- | --------- | --- | ---- |
| Abtei Citeaux | Bibliothek | 1260–1509 | Abtei 1098 gegründet, Mutter aller Cistercienserklöster; Außenwände mit Mosaiken aus glasiertem Backstein |      |

### Saône-et-Loire
Anzahl der Bauwerke: 3
| Ort               | Gebäude                              | Bauzeit           | Anmerkungen | Foto |
| ----------------- | ------------------------------------ | ----------------- | --- | ---- |
| Louhans           | Kirche Saint-Pierre (St. Petri) (CC) | Backstein 14. Jh. | dreischiffige Stufenhalle |      |
| Mervans           | Kirche Saint-Maurice (CC)            | 14. Jh.           | abgesehen vom Turm im 19. Jh. ersetzt |      |
| Pierre- de-Bresse | St-Marcel (CC) PA00113391            | 16. Jh.           | Übergang Gotik (Westportal, Ostfenster)/Renaissance (Seitenschiffe), durch tiefen Ansatz der Mittelschiffsgewölbe Grenzfall Hallenkirche/Pseudobasilika |      |

## Grand Est
Anzahl der Bauwerke: 7

### Elsass
| Département | Ort       | Gebäude                         | Bauzeit   | Anmerkungen | Foto |
| ----------- | --------- | ------------------------------- | --------- | --- | ---- |
| Bas-Rhin    | Straßburg | Türme der Ponts Couverts (CC)   | 1230–1250 | |      |
| Haut-Rhin   | Colmar    | Erweiterter Stadtmauerring (CC) | 14. Jh.   | keine sicheren Stilmerkmale; erster Mauerring 1216 unter Kaiser Friedrich II. eher noch nicht der Gotik zuzurechnen |      |

- Georg Dehio erwähnte im Handbuch der deutschen Kunstdenkmäler (Band 4): Südwestdeutschland — Berlin, 1911, S. 402 unter Straßburg – St. Thomas: „Nordgiebel des Querbaus Backstein.“ Heute ist sowohl der Nordgiebel des westlichen Querbaus als auch die nördliche Stirnwand des Querhauses verputzt, während die meisten anderen Außenwände aus sichtbaren Sandsteinquadern bestehen.
- Es gibt in Straßburg mindestens vier verputzte Patrizierhäuser aus Backstein, siehe Maxime Werlé, Maurice Seiller: Une résidence aristocratique médiévale à Strasbourg : la maison des chevaliers von Westhus. In: Persée. 160-1, 2002, S. 11–25.[66]

### Champagne
Aube:
Anzahl: 4
| Ort                  | Gebäude                                                           | Bauzeit                                                                                   | Anmerkungen                                                                               | Foto |
| -------------------- | ----------------------------------------------------------------- | ----------------------------------------------------------------------------------------- | ----------------------------------------------------------------------------------------- | ---- |
| Montiéramey          | Kirche Notre-Dame- de-l’Assomption (CC) PA00078158                | Backstein 16. Jh.                                                                         | Basilika 12. Jh. mit Hallenchor des 16. Jh., Strebepfeiler aus Backstein                  |      |
| Montreuil-sur-Barse  | Kirche St-Gilles (CC) PA00078161                                  | Backstein teils spätgotisch (Teil des doppelten Querhauses), teils 19. Jh. (Portalvorbau) | Backstein teils spätgotisch (Teil des doppelten Querhauses), teils 19. Jh. (Portalvorbau) |      |
| Précy-Saint-Martin   | Kirche St-Martin (CC) PA00078192                                  | Backstein 16. Jh.                                                                         | Erweiterung zur Hallenkirche durch doppeltes Querhaus aus Backstein                       |      |
| Villemaur- sur-Vanne | Assomption-de-la-Vierge (Himmelf. der Jungfrau :) (CC) PA00078302 | Backstein um 1520                                                                         | Chorgiebel und verputzte Nordseite gotisch, südliche Querhausstirn nicht mehr gotisch     |      |

Marne:
| Ort                 | Gebäude                           | Bauzeit | Anmerkungen                                                                                    | Foto |
| ------------------- | --------------------------------- | ------- | ---------------------------------------------------------------------------------------------- | ---- |
| Villers- en-Argonne | Kirche Notre-Dame (CC) PA00078903 | 15. Jh. | Bänderung von Backstein und Naturstein; 1940 schwere Kriegsschäden, erst 1967 wieder benutzbar |      |